# Церковь Святой Марии Магдалины (Добровода)
Церковь Святой Марии Магдалины (пол. Kościół św. Marii Magdaleny) — католическая церковь в деревне Добровода гмины Буско-Здруй (Свентокшиское воеводство, Польша).

## История
Церковь Святой Марии Магдалины основана краковским епископом Флорианом в 1354 году. В 1524—1525 годах храм был перестроен в позднем готическом архитектурном стиле с одним нефом, низким пресвитерием, к которому с северной стороны пристроена небольшая сакристия. В XVII веке в южной стороне храма была построена часовня Божией Матери, был перестроен портал, над которым разместили герб Лодзи.
В начале XX века неоготический придел был перестроен, внутри него были сохранены фрагменты надписей XVI века. На парапете хоров находятся картуши с гербами шляхетских родов.
Возле амвона находится мемориальная мраморная плита Андрея Боболи, размещённая здесь в 1605 году.
Около церкви располагается деревянная колокольня XVIII века и статуя святого Яна Непомуцкого.
Церковь находится на Малопольском Пути святого Иакова, который объединяет Польшу с известным испанским католическим центром паломничества Сантьяго-де-Компостела.